# Kozmopolit (biogeografija)
Kozmopolit (grško κόσμος (kosmos) - svet + πολις (polis) - mesto, ljudje, meščanstvo) je v biogeografiji vrsta ali višja taksonomska kategorija (rod, družina, red itd.), katere predstavnike lahko v grobem najdemo po vsem svetu (kozmopolitska porazdelitev). Kadar gre za vrsto, kozmopolitska porazdelitev pomeni, da je organizem ekološko gledano generalist, sposoben preživeti v zelo raznolikih okoljih. Nasprotje od kozmopolita je endemit, to je organizem, ki je razširjen le na ozko definiranem območju.
V praksi uporabljamo izraz v ožjem pomenu, saj noben organizem ali skupina organizmov ne more živeti v popolnoma vseh življenjskih okoljih. Tako je na primer sokol selec kozmopolit, kljub temu da ga ni v najbolj suhih in najbolj mrzlih predelih Zemlje.
Zaradi človeškega vpliva so v novejši zgodovini nekatere vrste postale kozmopolitske, bodisi neposredno na račun kultivacije (npr. žita), bodisi posredno s prevozom in vezanostjo na človekova prebivališča (npr. siva podgana). Slednjim pravimo tudi sinantropne vrste.